# Шагарка
Шагарка — река в России, протекает по Учалинскому району Башкортостана. Устье реки находится в 3,3 км по левому берегу реки Миндяк. Длина реки составляет 28 км.

## Данные водного реестра
По данным государственного водного реестра России относится к Уральскому бассейновому округу, водохозяйственный участок реки — Урал от истока до Верхнеуральского гидроузла. Речной бассейн реки — Урал (российская часть бассейна).
Код объекта в государственном водном реестре — 12010000112112200001528.